# Tribadismo

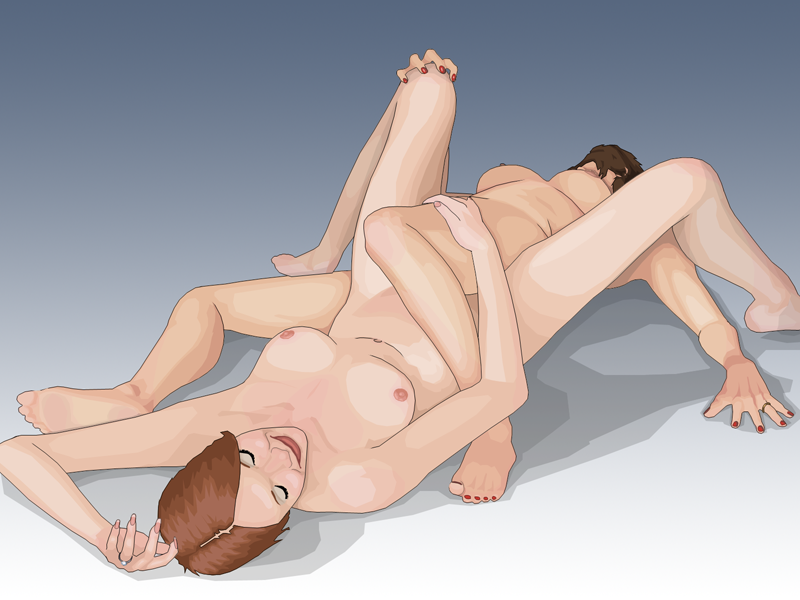
Tribadismo

Il tribadismo (dal greco τρίβειν, tribein, "sfregare"), detta anche sforbiciata per la sua posizione a forbice, è una pratica sessuale lesbica in cui una donna strofina la vulva della sua partner in modo da stimolare meglio il clitoride. Ciò può comportare il contatto vulva-vulva o lo sfregamento della vulva contro la coscia, lo stomaco, i glutei, il braccio o altra parte del corpo della partner (esclusa la bocca). Viene praticata una varietà di posizioni sessuali, inclusa la posizione del missionario.

## Etimologia
Il termine "tribadismo" (τριβαδισμός, tribadismos) aveva nell'antica Grecia un significato che andava oltre l'etimo originale di "sfregamento": la cultura greca accettava l'attrazione omosessuale, anche se soltanto per gli uomini.

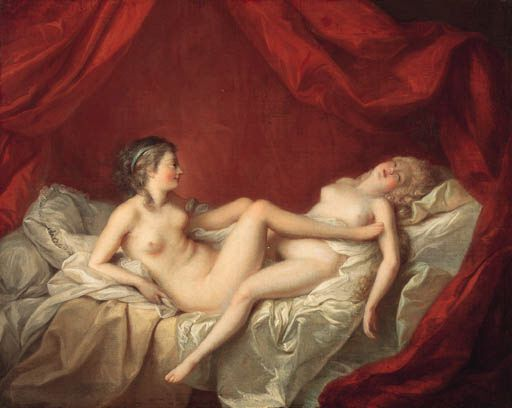
Les Deux Amies di Jean-Jacques Lagrenée (XVIII sec.), esempio di tribadismo nell'arte

Un uomo che cercasse la penetrazione (oggi definibile come passivo o bottom) sia da parte di un altro uomo che di una donna si definiva "paziente" da pathikos; di converso una donna che avesse voluto penetrare un'altra donna o un uomo si definiva "tribade" (tribas).
In effetti il termine tribadismo trova un equivalente, in senso lato, a quella che ai giorni nostri è una donna che indossi uno strap-on dildo. In tale terminologia può quindi rientrare la pratica del pegging. Il termine tribadismo viene usato raramente con tale ultimo significato.

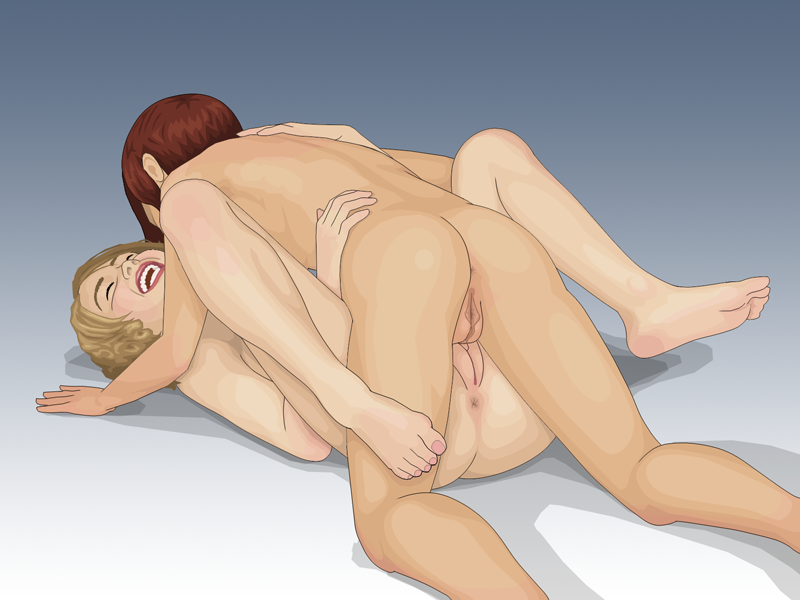
Due donne impegnate nella posizione del missionario di tribadismo e sfregamento vulve, una delle varie posizioni in cui una donna strofina la vulva contro il corpo del suo partner con lo scopo di raggiungere il piacere sessuale.

## Tribadismo nelle femmine dei bonobo
Le scimmie bonobo (Pan paniscus, Schwarz 1929) o scimpanzé nani, tra le specie di primati più prossime all'uomo (92% di patrimonio genetico condiviso) sono note per la loro attività sessuale non legata alla riproduzione.
Le femmine di tale specie si impegnano spesso in contatti di tipo genitale omosessuale, usualmente noti come "sfregamento dei genitali". Essa è la più frequente fra le attività sessuali dei bonobo.
Lo scopo di tale attività tra femmine è quello di relazionarsi socialmente in modo reciproco, sì da formare un nucleo femminile della società bonobo; essa è infatti secondo alcuni studiosi una società non violenta ed egualitaria (anche se molti studiosi affermano che il pacifismo dei bonobo è tutto da dimostrare), sicché l'amicizia fra le femmine le spinge a mantenersi mutuamente leali per tutta la vita; ciò permette alle femmine bonobo maggiore potere nelle decisioni di gruppo.
Le femmine adolescenti spesso lasciano il loro gruppo di nascita per unirsi a un altro gruppo, l'entrata e l'appartenenza al quale passa per lo scambio sessuale con le sue femmine; sul piano biologico lo scambio di femmine tra comunità permette anche lo scambio genetico fra differenti gruppi di bonobo.